# Вигоново
Вигоново (Виґоново, пол. Wygonowo) — село в Польщі, у гміні Ботьки Більського повіту Підляського воєводства. Населення — 154 особи (2011).

## Історія
Вперше згадується 1470 року.
У 1975—1998 роках село належало до Білостоцького воєводства.

## Демографія
Демографічна структура станом на 31 березня 2011 року:
|          | Загалом | Допрацездатний вік | Працездатний вік | Постпрацездатний вік |
| -------- | ------- | ------------------ | ---------------- | -------------------- |
| Чоловіки | 75      | 14                 | 43               | 18                   |
| Жінки    | 79      | 19                 | 36               | 24                   |
| Разом    | 154     | 33                 | 79               | 42                   |